# Ердмута Софія Саксонська
Ердмута Софія Саксонська (нім. Erdmuthe Sophie von Sachsen, 25 лютого 1644 — 22 червня 1670) — саксонська принцеса з Альбертинської лінії Веттінів, донька курфюрста Саксонії Йоганна Георга II та Магдалени Сибілли Бранденбург-Байройтської, перша дружина маркграфа Бранденбург-Байройту Крістіана Ернста.
Авторка церковних гімнів, письменниця, історик.

## Біографія
Народилась 25 лютого 1644 року у Дрездені. Була другою дитиною та другою донькою в родині курпринца Саксонії Йоганна Георга та його дружини Магдалени Сибілли Бранденбург-Байройтської. Мала молодшого брата Йоганна Георга, старша сестра Сибілла Марія померла немовлям до її народження. Їхній дід з батьківського боку, Йоганн Георг I, в цей час правив Саксонією; дід по материнській лінії, Крістіан, керував Байройтським князівством.
У жовтні 1656 року батько успадкував трон Саксонії і став курфюрстом. Двір при ньому відзначався пишністю. Дрезден став європейським центром мистецтва і музики, особливо релігійної.

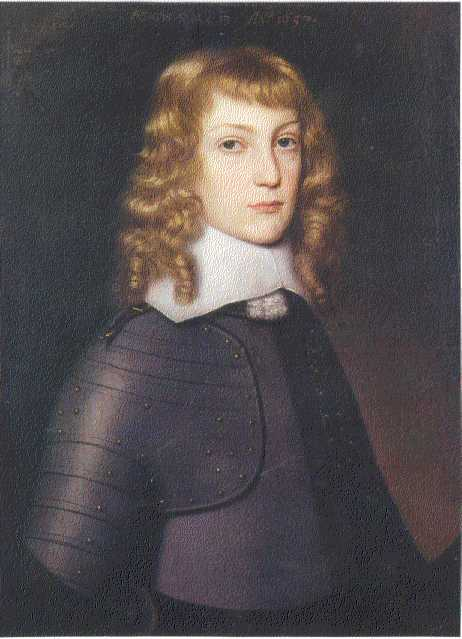
Портрет Крістіана Ернста

Ердмута Софія отримала ретельну та всебічну освіту у галузі релігії, іноземних мов, історії та математики. Її вихованням, окрім інших, займався придворний проповідник і теолог Якоб Веллер. Вже у віці 11 років принцеса писала церковні гімни і ґрунтовно вивчала державну та релігійну історію. Дівчина була блискучою партією. Її змальовували як гарну, освічену, культурну, привабливу наречену із багатим посагом.
У 18 років взяла шлюб із маркграфом Бранденбург-Байройту Крістіаном Ернстом, своїм однолітком. Наречений доводився їй кузеном. Вінчання пройшло 29 жовтня 1662 у Дрездені. З нагоди весілля, яке урочисто святкувалося кілька тижнів, відбулися прем'єри зингшпіля «Софія» Зіґмунда фон Біркена та опери «Париж» Джованні Бонтемпі. Крістіан Ернст презентував молодій дружині замок Кольмдорф.
Резиденцією подружжя був Байройтський замок. Дітей не мали.
У Байройті маркграфиня, яка вважалася однією з найосвіченіших жінок свого часу, продовжувала активно займатися науковими дослідженнями і щодня після молитви проводила «історичний коледж» (нім. Geschichtskolleg). Її перша робота «Handlung von der Welt Alter, des Heiligen Römischen Reichs Ständen, und derselben Beschaffenheit» була раннім твором епохи Просвітництва, в якому містилася біблійна хронологія, таблиці правителів і список важливих німецьких навчальних закладів. Ердмута Софія критично ставилася до кальвінізму, виступала за баланс між протестантськими та католицькими імперськими володіннями, хоча її посмертно опублікована основна праця «Sonderbare Kirchen-, Staat- und Weltsachen» визнавала чисельну перевагу католицьких станів у рейхстазі. Була близька до буколічної поезії Біркена, чий «Пегнесський квітковий орден» підтримував відносини із «Плодоносним товариством».

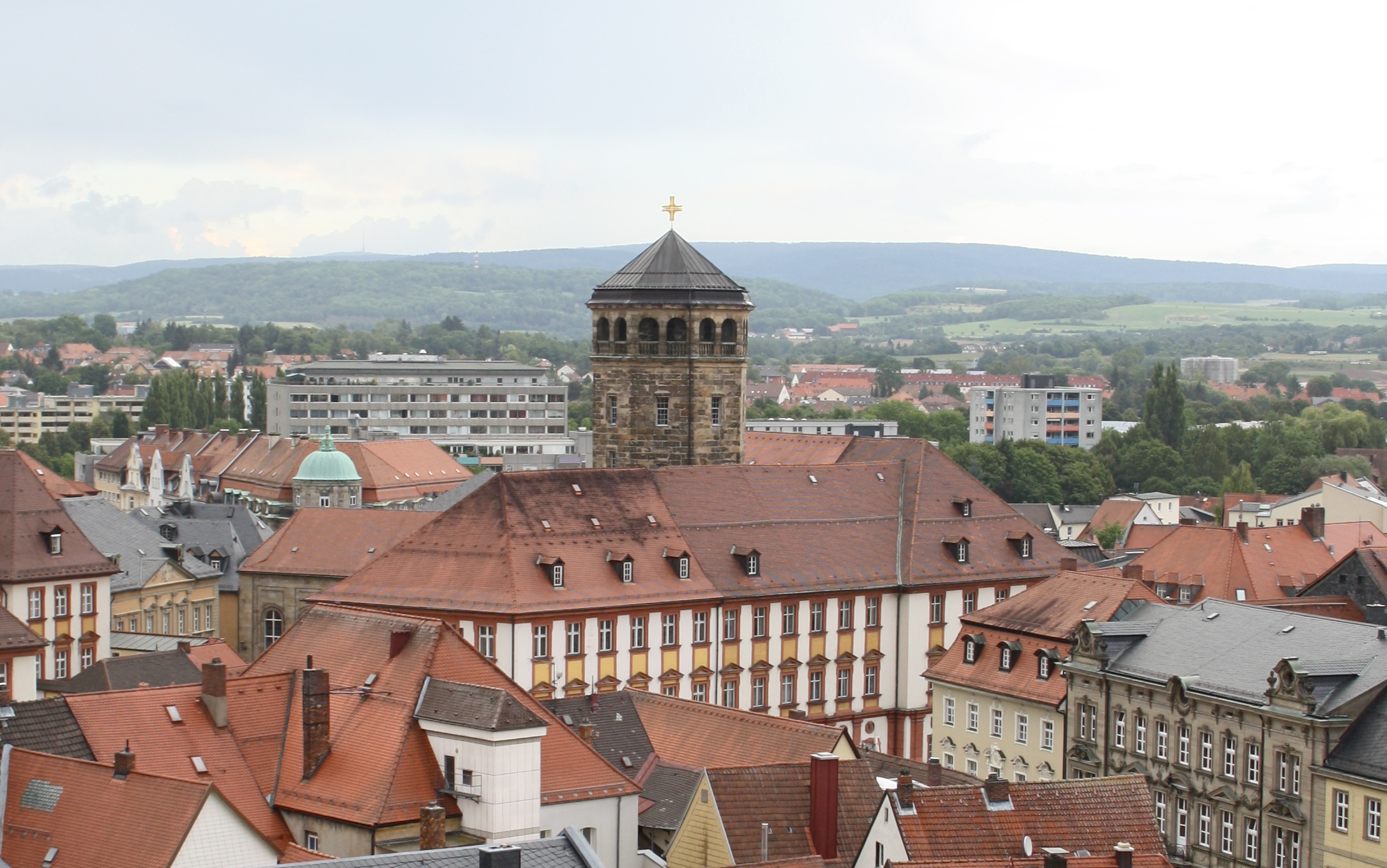
Байройтський замок

Разом з тим, розпещеній життям у Дрездені, Ердмуті Софії незабаром, здається, набрид Байройт і, особливо, її шлюб з Крістіаном Ернстом, якого вона набагато перевершувала розумом і красномовством. Жінка мала романи з придворними юнкерами, і маркграф часом прагнув розлучитися. Втім, Ердмута Софія, яка підкреслено пропагувала науку, мистецтво і культуру, користувалася великою популярністю як у Саксонії, так і в Бранденбург-Байройті, і шанувалася як «мати країни».
Померла у Байройтському замку в 26-річному віці після тривалої хвороби, пов'язаної з обміном речовин. Була похована у міській кірсі Байройту.
Крістіан Ернст за сім місяців після цього одружився з вюртемберзькою принцесою Софією Луїзою.

## Твори
- Handlung Von der Welt Alter, Des Heiligen Römischen Reichs Ständen, und derselben Beschaffenheit, Bayreuth 1666, 2. Aufl. – Leipzig 1674;
- Sonderbare Kirchen-, Staat- und Weltsachen, Nürnberg 1676.